# MK Music
MK Music, também conhecida por seu antigo nome MK Publicitá, é a maior gravadora brasileira de música cristã contemporânea, fundada em 1987 e pertencente ao Grupo MK de Comunicação.
Já lançou mais de 400 obras fonográficas em diversos suportes e recebeu vários prêmios internacionais, como o Grammy Latino. Atualmente está associada à ABPD - Associação Brasileira dos Produtores de Discos (atual Pro-Música Brasil).

## História
A origem do nome MK remete às iniciais dos nomes das sócias/publicitárias Marina de Oliveira e Kathia Kozlowski que criaram a "agência de publicidade" (daí o "Publicitá" que é Publicidade em italiano). A agência não obteve sucesso e a sociedade foi desfeita, ficando apenas Marina com a empresa. Nesse momento, os pais da cantora e produtora artística a apoiaram e assumiram a empresa, que mudou completamente a sua denominação de agência de publicidade para gravadora. Como o nome de fantasia MK Publicitá estava em desacordo com a atual atividade da empresa, alterou-se para MK Music que está alinhada com a atual atividade da empresa.[carece de fontes?]
A gravadora MK Music, parte do grupo MK de comunicação, foi fundada em 13 de agosto de 1987, sendo uma das primeiras do segmento no Brasil. Presidida por Yvelise de Oliveira, o selo passou a ser destaque no meio cristão.[carece de fontes?] Artistas como Marina de Oliveira, Banda e Voz, Carlinhos Felix, Catedral, Complexo J e Cassiane foram alguns dos vários artistas contratados pelo selo no início e meio dos anos 90.
A partir do ano de 1995, o grupo iniciou a coletânea Amo Você, reunindo os artistas da gravadora em canções românticas, como Novo Som, Banda e Voz, Cassiane & Jairinho, Rayssa e Ravel, Aline Barros, dentre outros.
Com a saída da banda Catedral em 1999, a gravadora contratou a Oficina G3 para representar o rock cristão no selo. Recomendado pelo grupo, o selo contratou Brother Simion, ex-vocalista do Katsbarnea e no ano seguinte o grupo Fruto Sagrado. A MK foi responsável por lançar o primeiro álbum de música cristã no Brasil a vender mais de um milhão de cópias, Com Muito Louvor de Cassiane.
Em 2003, a gravadora iniciava a coletânea Os Arrebatados Remix, contendo canções de artistas do selo em estilo eletrônico. O primeiro trabalho reuniu canções como "Pisa no Inimigo" do Voices, "Te Escolhi" de Oficina G3, "Voar como a Águia" de Alda Célia e "Redenção" de Brother Simion.
Álbuns como Extraordinário Amor de Deus de Aline Barros, Além do que os Olhos Podem Ver de Oficina G3, Na Extremidade de Marina de Oliveira, Aceito o Teu Chamado  de Bruna Karla e Ao Vivo em Israel de Fernanda Brum já foram indicados ao Grammy Latino.
Em janeiro de 2010, a gravadora começou a investir nos formatos digitais. Por meio do site Som Gospel, todo o acervo da gravadora foi digitalizado e as pessoas pagavam para ter acesso às músicas. Este processo permite a gravadora um maior controle na distribuição, mais rapidez nos resultados e inclusão de novidades no portal regularmente.
Em 2015, vários discos da gravadora fizeram parte de uma lista dos maiores álbuns da música cristã brasileira, numa lista compilada por músicos, historiadores e jornalistas.

## Controvérsias
A gravadora MK Music já foi protagonista e participante de diversos problemas judiciais e conflitos com músicos. Segue abaixo alguns dos casos mais notáveis.

### Processo de Kim, vocalista da banda Catedral
Em 1999, a gravadora Warner Music Brasil sentiu interesse em contratar a banda Catedral, na época ainda na MK Music em seu cast. A contratação era de bom grado tanto à banda quanto à gravadora. Um acordo mútuo foi firmado entre o grupo e a MK no fim do contrato. A banda lançou o disco Para Todo Mundo e seguiu sua carreira. Já o vocalista Kim manteve o contrato com a MK Music lançando seus trabalhos solo pelo selo.
A partir do momento em que o Catedral passou a lançar seus discos também no mercado secular, começaram a surgir boatos e falsas histórias que manchavam a imagem do grupo. Contudo, uma entrevista dedicada ao portal Usina do Som, em maio de 2001, prejudicou a carreira da banda. Segundo os integrantes da banda, houve adulterações de informações e inclusão de citações mentirosas. O jornalista Ricardo Alexandre assinou a matéria. Com a popularidade imediata da matéria, a MK Music decidiu entrar em contato com Ricardo para confirmar a veracidade das informações, confirmadas pelo profissional. Com isso, a MK passou a divulgar que o contrato entre ela e Kim havia sido rescindido por punição e passou a ofender o músico e a banda em várias matérias na internet declarando que o único objetivo do Catedral era enriquecer e que não possuía nenhum compromisso religioso. A gravadora parou de lançar todos os trabalhos da banda lançados pelo selo, como A Revolução, Contra Todo Mal e Eterno.
Então Kim abriu um processo contra a gravadora por danos morais. A MK então tentou transformar o processo numa reconvenção, mas não conseguiu. Após quase dez anos a gravadora foi condenada a pagar trezentos mil reais à cada integrante do Catedral, totalizando quase um milhão de reais. Em 2003 em uma entrevista à Revista Eclésia, Kim mostrou-se entristecido com o ato da gravadora e de parte do público gospel que admirava o Catedral:
| “ | [...] olha que a gente perdeu muito do nosso publico evangélico devido daquela entrevista maldita. Foi uma leviandade o que fizeram com a gente. Naquela entrevista eu falei “A” e o cara escreveu “B”. E o pessoal pegou aquilo e divulgou como se fosse verdade sem ter provas. Eu tenho comigo as fitas de uma segunda entrevista que dei pra eles fazendo a minha defesa. O editor enganou a gente – ficou de veicular essa entrevista e não fez. A minha maior decepção foi por ter trabalhado durante 12 anos dentro do segmento gospel e ver todo esse trabalho feito com maior carinho ficar estigmatizado. Houve muito boato. Para você ver disseram até que a gente falou mal da igreja no Programa do Jô da Rede Globo. Só que nós nunca pisamos lá! Veja a que ponto chegou a paranoia. Eu não quero mais briga com ninguém exceto na justiça. A briga que eu tenho hoje é na justiça, quero te dizer uma coisa só: eu tenho muito medo da impunidade que existe nesse país, e esse pessoal que fez isso essas coisas contra a gente tem muito poder. Eu fico com medo da justiça brasileira que é lenta, arcaica, age com dois pesos e duas medidas. Mas a gente tem que acreditar e foi por isso que eu processei. | ” |

Em agosto de 2019, após 20 anos a banda assinou um novo acordo com a gravadora. Para distribuição do acervo do Catedral e da carreira solo de Kim. Nos formatos físicos, e nas plataformas digitais.

### Processo contra a cantora Cassiane
Em 2007, a gravadora MK Music abriu um processo contra a cantora Cassiane por não cumprir um contrato artístico com a gravadora. Segundo a cantora, esta foi informada que havia chegado o momento de renovar o contrato, mas ela não quis, pois supostamente já havia o cumprido, lançando cinco álbuns. Porém, a gravadora afirmou a ela que os trabalhos ao vivo e as regravações não contavam, portanto a artista devia um disco com musicas inéditas ao selo. Além do processo por não cumprir o contrato, a cantora foi acusada de formação de quadrilha.
| “ | Quando entreguei o DVD de 25 anos e também o CD ao Vivo, um ano após o lançamento deles, fui chamada pela MK para uma conversa sobre renovação de contrato. Quando eu disse que não renovaria é que eles disseram para mim que não iriam contar como ‘obras’ o meu DVD e o meu CD ao vivo, como também o Home Vídeo Com Muito Louvor. Mas acho a pior e mais triste foi a criminal, por formação de quadrilha, além de outras! Fiquei decepcionada. | ” |

Mesmo assim, a artista gravou, de forma independente, o álbum Faça Diferença, mas este foi impedido de ser comercializado. Anos depois, a obra retomou a ser comercializada pela Sony Music Brasil, e pela MK logo após o seu retorno. Durante a época do processo em 2008, a artista chegou a criticar fortemente a gravadora durante o Programa Raul Gil, na época exibida pela Band.
Em 2009, após um almoço com Yvelise de Oliveira, Cassiane e seu marido Jairinho Manhães terminaram com a briga judicial e a cantora passou a trabalhar no disco que seria lançado pela MK Music em 2010, mas sem a volta de Cassiane à gravadora. O álbum, intitulado Tempo de Excelência, foi lançado em 2013, 6 anos após o incidente, em formato digital.
Em setembro de 2015, no entanto, Cassiane assinou novamente com a gravadora, após uma passagem rápida pela distribuidora independente Onimusic.[carece de fontes?]

### Conflitos na banda Fruto Sagrado
Em 2002, a gravadora contratou a banda de rock Fruto Sagrado, que vinha de um processo com o selo Salmus Produções e a gravadora Top Gospel. Para que o contrato se firmasse, a MK Music propôs que os integrantes pagassem os 400 mil reais pelo processo perdido. Com o processo pago, principalmente pelos integrantes Bênlio Bussinguer e Marcão (únicos da formação inicial), a entrada da banda na gravadora estava firmada.
Com a proximidade do lançamento do álbum O que na Verdade Somos, as diferenças no gosto musical e a desconfiança entre os integrantes (principalmente após o processo) levou a uma forte crise no grupo. O tecladista Bênlio, se sentindo ameaçado por cada vez mais estar sendo excluído da musicalidade do grupo, e sendo acusado pela má-administração da banda, mais tarde foi anunciado como ex-integrante do grupo, em detrimento do extremo atraso do prazo de lançamento do disco e por uma suposta "armação" dos demais integrantes, com sua saída apoiada e pouco divulgada pela MK em outubro de 2003, após ter recebido férias forçadas enquanto os demais integrantes do Fruto Sagrado cumpriam agenda.
| “ | No CD O que na Verdade Somos, eu gravei todos os teclados na casa do Bene. foi o primeiro instrumento a ser gravado. Gravei inclusive mais de uma opção em algumas músicas. Não sou um músico profissional, mas fiz, como sempre, o melhor que pude. Seria o CD com mais teclados se o auto-intitulado "produtor" Bene Maldonado e seu "co-produtor" Sylas Jr não tivessem deletado 70% dos meus teclados lá. Estive na mixagem até os últimos dias e eles ainda não tinham mixado os teclados. Sem exceção, inclusive por escrito, mencionei que os teclados não estavam sendo trabalhados. Depois de o CD pronto, o Bene disse que tinha perdido informações num micro que tinha sido roubado. Mas nunca, nunca me pediu para regravar, o que estaria pronto a fazê-lo da noite para o dia. Um dia o CD fica finalmente pronto, e no limite extrapolado do tempo exigido pela gravadora, como de costume, a ponto de a gravadora ameaçar suspender o lançamento. | ” |

Marcão, em entrevista afirmou que, ao entrar na gravadora MK Music, teve vários receios e preconceitos, embora passou a perceber que "grande parte do que se fala a respeito da MK é lenda". Bênlio, em outra entrevista afirma que, durante esta época a proposta musical, objetivo e formação da banda havia mudado drasticamente, mas não poderia afirmar se tinha influência (o objetivo) da gravadora.

### Rogério Vieira
O produtor Rogério Vieira foi, por muitos anos um dos produtores musicais mais requisitados e responsável pela produção da maioria dos álbuns da gravadora. No entanto, em 2013, a esposa do músico foi contratada pela gravadora como cantora. O álbum de Lilian Lopes chegou a ser distribuído, mas rapidamente tirado de circulação em menos de um mês. Nesta época, a presidente da gravadora, Yvelise de Oliveira proferiu ataques públicos à Rogério Vieira por ter recebido presentes de Maurício Soares, na época diretor do selo evangélico da gravadora Sony Music Brasil. Vieira ficou alguns anos sem produzir quaisquer álbuns da gravadora. Sua primeira assinatura após o ocorrido foi somente em 2016, com o disco da banda Gálbano.

### Processo contra Bruna Karla
Em 25 de junho de 2025 a empresa processou a cantora Bruna Karla na justiça por quebra de contrato, ao alegar no despacho que músicas ainda precisavam ser gravadas antes do fim do contrato, o que segundo a MK, não aconteceu.  Entretanto, 5 dias depois em uma postagem no Instagram, Karla disse que cumpriu integralmente todo o contrato de 3 anos assinado em 2017 e optou por vontade própria gravar mais músicas do que o estipulado, estendendo o vínculo com a gravadora para 8 anos.  Em 1 de julho de 2025, a MK liminarmente perdeu o processo dando provisoriamente causa ganha a Bruna, argumentando que as declarações do Grupo MK foram insuficientes em relação a provas de direitos descritos no processo e que o julgamento não era urgente.  